# Westralaoma experta
Westralaoma experta är en snäckart som beskrevs av Tom Iredale 1939. Westralaoma experta ingår i släktet Westralaoma och familjen punktsnäckor. Inga underarter finns listade i Catalogue of Life.